# Perales en directo - 35 años
Perales en directo 35 años es el nombre del único concierto del cantautor español José Luis Perales grabado en directo, siendo Pablo Perales (hijo del cantautor) el productor. Fue lanzado al mercado en 2008 por la discográfica Universal Music Group bajo el sello EMI.
José Luis Perales celebra sus 35 años en la industria de la música con la grabación de sus conciertos el jueves 10 y viernes 11 de julio de 2008 en el Teatro Gran Rex de Buenos Aires, Argentina, el mismo lugar donde realizó su primer concierto en América Latina en el año 1974, y a donde regresa como punto de partida de este resumen de su trayectoria hasta el año de 2008.
En este álbum contiene varios de sus éxitos re mezclados, además la nueva canción: «Por si las musas».

## Listado de canciones
| Disco 1 |                          |          |  |
| N.º     | Título                   | Duración |  |
| 1.      | «Porque te vas»          | 4:56     |  |
| 2.      | «Por si las musas»       | 3:55     |  |
| 3.      | «Me llamas»              | 4:18     |  |
| 4.      | «Amor sin límite»        | 3:55     |  |
| 5.      | «Y sigo enamorado»       | 5:49     |  |
| 6.      | «Cosas de Doña Asunción» | 3:38     |  |
| 7.      | «Si...»                  | 4:20     |  |
| 8.      | «La llamaban loca»       | 4:38     |  |
| 9.      | «La espera»              | 5:24     |  |
| 10.     | «Amada mía»              | 3:50     |  |
| 44:43   |                          |          |  |

| Disco 2 |                              |          |  |
| N.º     | Título                       | Duración |  |
| 1.      | «Un velero llamado libertad» | 3:51     |  |
| 2.      | «Quisiera decir tu nombre»   | 4:21     |  |
| 3.      | «América»                    | 5:24     |  |
| 4.      | «Y te vas»                   | 5:43     |  |
| 5.      | «Celos de mi guitarra»       | 3:42     |  |
| 6.      | «Canción de otoño»           | 4:22     |  |
| 7.      | «El amor»                    | 5:28     |  |
| 8.      | «Que canten los niños»       | 3:31     |  |
| 9.      | «Balada para una despedida»  | 4:42     |  |
| 10.     | «Te quiero»                  | 4:39     |  |
| 11.     | «¿Y cómo es él?»             | 6:15     |  |
| 51:58   |                              |          |  |

## Contenido DVD
|     |                              |          |  |  |  |  |  |  |  |  |
| N.º | Título                       | Duración |  |  |  |  |  |  |  |  |
| 1.  | «Porque te vas»              |          |  |  |  |  |  |  |  |  |
| 2.  | «Por si las musas»           |          |  |  |  |  |  |  |  |  |
| 3.  | «Me llamas»                  |          |  |  |  |  |  |  |  |  |
| 4.  | «Amor sin límite»            |          |  |  |  |  |  |  |  |  |
| 5.  | «Y sigo enamorado»           |          |  |  |  |  |  |  |  |  |
| 6.  | «Cosas de Doña Asunción»     |          |  |  |  |  |  |  |  |  |
| 7.  | «Si...»                      |          |  |  |  |  |  |  |  |  |
| 8.  | «La llamaban loca»           |          |  |  |  |  |  |  |  |  |
| 9.  | «La espera»                  |          |  |  |  |  |  |  |  |  |
| 10. | «Amada mía»                  |          |  |  |  |  |  |  |  |  |
| 11. | «Un velero llamado libertad» |          |  |  |  |  |  |  |  |  |
| 12. | «Quisiera decir tu nombre»   |          |  |  |  |  |  |  |  |  |
| 13. | «América»                    |          |  |  |  |  |  |  |  |  |
| 14. | «Y te vas»                   |          |  |  |  |  |  |  |  |  |
| 15. | «Celos de mi guitarra»       |          |  |  |  |  |  |  |  |  |
| 16. | «Canción de otoño»           |          |  |  |  |  |  |  |  |  |
| 17. | «El amor»                    |          |  |  |  |  |  |  |  |  |
| 18. | «Que canten los niños»       |          |  |  |  |  |  |  |  |  |
| 19. | «Balada para una despedida»  |          |  |  |  |  |  |  |  |  |
| 20. | «Te quiero»                  |          |  |  |  |  |  |  |  |  |
| 21. | «¿Y cómo es él?»             |          |  |  |  |  |  |  |  |  |
| 22. | «Entrevista»                 |          |  |  |  |  |  |  |  |  |

## Créditos y personal

### Músicos
- Piano y dirección musical: José Antonio Rivero
- Arreglos:
  - Iván "Melón" Lewis
    - Temas Disco 1: 4, 5, 6, 7, 8
    - Temas Disco 2: 2, 4, 6, 8, 10 y 11

  - Dani Noel:
    - Temas Disco 1: 1, 2, 3, 9, 10
    - Temas Disco 2: 1, 3, 5, 7 y 9
- Bajo: Santiago Greco
- Batería: Kiki Ferrer
- Guitarra: Borja Fernández-Serrano
- Percusión: Yusnier Sánchez
- Primer violín: Marta Roca Alonso
- Segundo violín: Guadalupe Tobarías
- Viola: Alejandro Terán
- Violonchelo: María Eugenia Castro
- Trompeta y fliscorno: Míguel Ángel Talarita
- Saxofón alto: Fabián Aguiar
- Saxofón tenor y soprano: Christian Terán
- Trombón: Víctor Gervini

### Personal de grabación y posproducción
- Todos los temas compuestos por José Luis Perales
- Editoriales: TOM MUSIC S.L  y EMI Music Publishing
- Productor general: Berry Navarro
- Producción: TOM MUSIC (Pablo Perales)
- Dirección y realización del vídeo: Luis Párraga
- Diseño iluminacción y escenario: Óscar Gallardo
- Unidad móvil vídeo: EB TV S.R.L. Buenos Aires, Argentina
- Técnico de PA: Miguel Torroja
- Monitores: Alfredo Calvelo
- Fotografías: Paola Beatriz Cornejo
- Técnico de escenario: Beto Garmendia
- Sonido directo: Melero ItelmanS.R.L.
- Posproducción: Estudios TOSKA MUSIC Madrid
- Técnico posproducción: Mariano Losada
- Director de producción Argentina: Guillermo Goñi
- Grabación de sonido: Phoenic Monkey
- Estudio de grabación: Recording Buenos Aires en Sistema Protools HD ACCEL2
- Técnicos de grabación de sonido: Daniel Itelman, Eugenio Torres, Roly Obregón y Norberto Hegoburu
- Mezcla y realiación de copias maestras: Estudios CATA Madrid
- Ingeniero de sonido: José Luis Crespo
- Diseño gráfico: Francesc Freixes
- Fotografía portada: Rubén Darío
- Realización de producción: Berry Producciones S.L.

### Créditos y personal
- Perales, José Luis (2012). «DISCOGRAFÍA - EN DIRECTO, 35 AÑOS». Archivado desde el original el 26 de abril de 2012. Consultado el 15 de enero de 2013.

- Datos: Q6072085